# Lądowisko Wrocław-Szpital Wojewódzki
Lądowisko Wrocław-Szpital Wojewódzki – lądowisko sanitarne we Wrocławiu, w województwie dolnośląskim, położone przy ul. Kamieńskiego 73a. Przeznaczone jest do wykonywania startów i lądowań śmigłowców sanitarnych i ratowniczych w dzień i w nocy o dopuszczalnej masie startowej do 3000 kg.
Zarządzającym lądowiskiem jest Wojewódzki Szpital Specjalistyczny we Wrocławiu. W roku 2014 zostało wpisane do ewidencji lądowisk Urzędu Lotnictwa Cywilnego pod numerem 295